# 佛朗哥·托尼尼
佛朗哥·托尼尼（義大利語：Franco Tognini，1907年10月28日—1980年4月27日），意大利男子体操运动员。他曾获得1932年夏季奥运会体操比赛男子团体全能金牌。他也参加了1936年夏季奥运会，未获得奖牌。